# Telemonterosa
Telemonterosa o TMR è stata un'emittente televisiva locale nata il 30 ottobre 1981 che trasmetteva da Borgosesia e copriva la zona della Valsesia.
La sua programmazione giornaliera era di 18 ore e mezza, comprensiva di telegiornale con le informazioni locali, programmi culturali, cartoni animati, telefilm e rubriche di vario genere.
Dal 2007 possedeva una regia virtuale per i notiziari ed è stato possibile visionare il canale televisivo anche in streaming dal sito ufficiale tramite il servizio di Livestream.

## La chiusura
A causa delle ristrette risorse economiche, nel novembre 2010, con il passaggio al digitale terrestre, l'emittente fu costretta a dismettere il ripetitore situato a Varallo, limitando la visione alla sola cittadina di Borgosesia. Le trasmissioni in digitale proseguirono sino al 29 luglio 2011, quando l'emittente subì uno sfratto esecutivo da parte dei proprietari dell'immobile da cui trasmetteva, con la conseguenza della cessazione delle trasmissioni. Anche il sito internet fu rapidamente disattivato.. Nel settembre 2011 fu annunciata la chiusura di TMR con un messaggio sulla pagina facebook del canale. Tra le cause della fine delle trasmissioni, oltre alla precaria situazione economica, vi fu anche l'imminenza della dismissione dei canali UHF dal 61 al 69 a favore della tecnologia telefonica LTE, che avrebbe posto comunque fine all'esistenza del canale. TMR, che disponeva di un canale su UHF 68, sarebbe stata pertanto costretta a spegnere il proprio impianto a fine 2012 e, non facendo parte di intese con altre emittenti e per le limitate potenzialità economiche (che avrebbero limitato l'attribuzione del punteggio, perlopiù determinato dalla copertura e dal numero di dipendenti in carico, con particolare riferimento a quello giornalistico), sarebbe stata quasi certamente estromessa dalle graduatorie per le riassegnazioni emesse nell'autunno (2012), condividendo la sorte di altre emittenti in Lombardia, Friuli, Emilia-Romagna e Lazio. L'eredità del canale è stata ufficiosamente raccolta da un must-carrier locale, Valsesia TV.

## Curiosità
La giornalista di Mediaset Beatrice Ghezzi ha lavorato per Telemonterosa.